# Bob Kane
Bob Kane (født Robert Kahn 24. oktober 1915 i New York City, New York, død 3. november 1998 i Los Angeles, Californien) er en amerikansk tegner og forfatter. Han er mest kendt som skaberen af superhelte-figuren Batman.
Han begyndte som ung at tegne og var fra midten af trediverne tilknyttet Will Eisner og Jerry Igers tegnestudie i New York. Fra 1938 var han også tilknyttet Detective Comics Inc. Hos DC Comics arbejdede han sammen med Bill Finger, som faktisk var med til at skabe Batman-figuren sammen med ham i 1939. Batman optrådte første gang i Detective Comics #27 i maj 1939 i historien "The Case of the Chemical Syndicate" . Bl.a. Jerry Robinson blev herefter hentet ind til at assistere Kane, og fra midten af 1940'erne blev Batman hovedsageligt tegnet af andre kunstnere. Bob Kane stoppede helt fra midten af tresserne og overlod historier og tegninger til andre.
Hane døde efter lang tids sygdom i en alder af 83 i 1998 af naturlige årsager.